# Drömhustrun
Drömhustrun (originaltitel: Dream Wife) är en amerikansk romantisk komedi från 1953 med Cary Grant och Deborah Kerr i huvudrollerna. Filmen regisserades av Sidney Sheldon.

## Handling
Clemson Reade (Cary Grant), en rik affärsman, med giftermål i tankarna, och Effie (Deborah Kerr), en amerikansk diplomat är ett modernt par. Men Effie verkar inte dela Reades och är mer inriktad på affärer än romantik. När Clemson möter prinsessan Tarji, en kvinna tränad för att underhålla män bestämmer han sig därför för att gifta sig med henne istället. Tarjis far är kung över det oljerika Bukistan och för att övervaka hela äktenskapet kallar den amerikanska diplomatkåren in en av sina medarbetare, Effie...

## Om filmen
Filmen nominerades för en Oscar för bästa kostym.

## Rollista (i urval)
- Cary Grant
- Deborah Kerr
- Walter Pidgeon
- Betta St. John
- Eduard Franz